# Anthurium oxyanthum
Anthurium oxyanthum är en kallaväxtart som beskrevs av Thomas Bernard Croat och D.C.Bay. Anthurium oxyanthum ingår i släktet Anthurium och familjen kallaväxter. Inga underarter finns listade.